# Banjiudian
Banjiudian (kinesiska: 斑鸠店镇, 斑鸠店) är en köping i Kina. Den ligger i provinsen Shandong, i den östra delen av landet, omkring 95 kilometer sydväst om provinshuvudstaden Jinan. Antalet invånare är 44229. Befolkningen består av 22 019 kvinnor och 22 210 män. Barn under 15 år utgör 15,0 %, vuxna 15-64 år 73 %, och äldre över 65 år 11,0 %.
Genomsnittlig årsnederbörd är 861 millimeter. Den regnigaste månaden är juli, med i genomsnitt 255 mm nederbörd, och den torraste är januari, med 5 mm nederbörd.